# Полдневский сельсовет
Полдневский сельсовет — упразднённое сельское поселение в составе Камызякского района Астраханской области, Российская Федерация. Административный центр — село Полдневое.
Законом Астраханской области от 5 сентября 2017 года № 46/2017-ОЗ, Лебяжинский, Образцово-Травинский и Полдневский сельсоветы были объединены в Образцово-Травинский сельсовет с административным центром в селе Образцово-Травино.

## Географическое положение
Сельский совет расположен в крайней юго-западной части района. По территории сельсовета протекают Старая Волга   и её протоки, крупнейшей из которых является Гандурино. На востоке и юге расположен Дамчицкий участок Астраханского заповедника.
Граница сельсовета начинается от пересечения протоки Бирюль(Полдневая) и реки Гандурино, идёт по середине реки Гандурино в южном направлении до Гандуринского канала, затем проходит по линии границы Астраханской области, до смежества с Икрянинским районом. Далее граница идёт в северном направлении до ерика Горный Быстрый, по его середине до ерика Кульков, по его середине до реки Коклюй, по её середине на протяжении 2000 м, затем граница идёт в северо-восточном направлении на протяжении 6500 м до протоки Быстрая, идёт по её середине на протяжении 1000 м, затем сворачивает в северо-восточном направлении до ерика Долгий, и идёт по его середине до первоначальной точки.

## Население
| 2010 | 2012  | 2013  | 2014  | 2015  | 2016  | 2017  |
| ---- | ----- | ----- | ----- | ----- | ----- | ----- |
| 1086 | ↘1077 | ↘1068 | ↘1064 | ↘1062 | ↗1067 | ↘1048 |

Национальный состав:
- русские — 936 человек
- казахи — 183 человека
- аварцы — 3 человека
- украинцы и белорусы — по 2 человека

## Состав
В состав сельсовета входили 2 населённых пункта
| № | Населённый пункт | Тип населённого пункта       | Население |
| - | ---------------- | ---------------------------- | --------- |
| 1 | Дамчик           | посёлок                      | ↘28       |
| 2 | Полдневое        | село, административный центр | ↗1097     |

## Хозяйство
Ведущая отрасль хозяйства — сельское хозяйство, представленное 4 крестьянско-фермерскими хозяйствами и 1 сельскохозяйственным предприятием. В структуре угодий наибольшую площадь занимают сенокосы (63,6 %), пастбища (23,5 %) и пашня (12,8 %). Животноводство — разведение крупного рогатого скота, овец, коз, лошадей и птиц, основная продукция — мясо, молоко, шерсть и яйца. Растениеводство — выращивание овощей, бахчи и картофеля. Развито рыболовство, среди рыборазводных предприятий — рыбхоз «Лотос».
Среди учреждений социальной сферы в центре сельсовета действуют фельдшерско-акушерский пункт, средняя школа на 200 мест, дом культуры на 200 мест, сельская библиотека. Действуют 8 магазинов и столовая.
Транспортные сети в сельсовете представлены судоходными реками Волга (протока Полдневая) и Гандурино. В каждом селе есть пристани. До центра сельсовета подведена автомобильная дорога из соседнего поселка Нижненикольский.